# Johnson (Vermont)
Johnson je město v okrese Lamoille County ve státě Vermont v USA. Jeho území má rozlohu 116,8 km², v roce 2020 zde žilo 3 491 obyvatel. Hlavním ekonomickým motorem obce je Johnson State College, která sídlí v budovách nad městským centrem. Johnson je sídlem uměleckého centra Vermont Studio Center.